# Нісі-Айдзу

37°35′20″ пн. ш. 139°38′51″ сх. д. / 37.58889° пн. ш. 139.64750° сх. д.
Ні́сі-А́йдзу (яп. 西会津町, にしあいづまち, МФА: [ɲiɕi ai̯d͡zu mat͡ɕi̥]) — містечко в Японії, в повіті Яма префектури Фукусіма. Станом на 1 жовтня 2008 площа містечка становила 298,13 км². Станом на 1 січня 2009 населення містечка становило 7655 осіб.